# Гащин Володимир Володимирович
Володимир Володимирович Гащин (нар. 2 січня 1972, Нововолинськ) — український футболіст, що грав на позиції півзахисника. По завершенні ігрової кар'єри — футбольний тренер та функціонер.
Відомий насамперед виступами за футбольний клуб «Волинь», де є одним із найкращих гравців та бомбардирів клубу (42 м'ячі в чемпіонатах СРСР та України і кубкових матчах — 7 місце серед усіх бомбардирів клубу), виступав також за клуби «Дніпро» (Дніпропетровськ), «Кривбас», «Зірка» та «Поліграфтехніка».

## Клубна кар'єра
Володимир Гащин народився в Нововолинську. Почав займатись футболом у рідному місті, пізніше продовжив вдосконалення футбольної майстерності у київському спортінтернаті. Після закінчення навчання у спортінтернаті у сімнадцятирічному віці запрошений до складу луцької «Волині» Віталієм Кварцяним. У перший же рік виступів за команду з рідної області став переможцем турніру команд другої ліги, за що отримав звання чемпіона УРСР. Після успішного сезону перспективного футболіста запросили до лав найсильнішої на той час команди України — київського «Динамо»), але за рік Гащин зіграв лише 2 матчі за дубль іменитого клубу, і наступний сезон розпочав уже в армійському клубі з Києва.
Після закінчення армійської служби Володимир Гащин повертається до «Волині», але за рік приймає пропозицію від польського клубу КСЗО, який тоді тренував Віталій Кварцяний. Після трирічного перебування у закордонному клубі футболіст повернувся до рідного клубу, і одразу ж був обраний капітаном команди. Але «Волинь» за підсумками сезону вибула до першої ліги, а Гащин після півроку виступів у вищому і півроку виступу в першому дивізіоні отримав пропозицію від В'ячеслава Грозного перейти до дніпропетровського «Дніпра». Але у складі дніпрян Гащин грав мало у зв'язку із великою конкуренцією в команді. За півроку дніпропетровський клуб домовився із вінницькою «Нивою» про оренду футболіста. У Вінниці Гащин грав лише півроку, і повернувся до вищої ліги вже до складу криворізького «Кривбасу». У складі криворіжців Володимир Гащин грав протягом року, а пізніше приєднався до іншої вищолігової команди — кіровоградської «Зірки». Але у складі «Зірки» півзахисник затримався недовго, і за півроку перейшов до команди із сусіднього міста — «Поліграфтехніки», яка на той час виступала у першій лізі. У цій команді Гащин виступав протягом року, і на початку 2001 року повернувся до Луцька.
Сезон 2000–2001 років «Волинь», на початку року перейменована на СК «Волинь-1», завершила на 9 місці, але наступний сезон був значно успішнішим для команди — із великим відривом (у 11 очок від другого місця) СК «Волинь-1» виграла турнір першої ліги і повернулась до найвищого дивізіону. У цьому сезоні Володимир Гащин знову став одним із ключових гравців клубу, і одним із найкращих бомбардирів команди (11 м'ячів у 34 проведених матчах) І в наступних сезонах у найвищому дивізіоні Гащин був одним із найпомітніших футболістів на полі, відзначаючись у найважливіших матчах клубу, в тому числі у півфіналі розіграшу Кубку України з київським «Динамо», та за необхідності виступав також і за фарм-клуби лучан — «Ковель-Волинь-2» та «Ікву» з Млинова. Володимир Гащин виступав за «Волинь» аж до середини сезону 2006–207 років, коли команда знову вибула до першої ліги, і після цього сезону закінчив кар'єру професійного футболіста.

## Після завершення футбольної кар'єри
Після завершення кар'єри у «Волині» Володимир Гащин у 2007 виступав за аматорський клуб із Рівненщини ОДЕК. На початку 2008 року Гащин разом із кількома іншими колишніми професійними футболістами брав участь у зимовому кубку Луцька з міні-футболу. Володимир Гащин поступив у аспірантуру Волинського національного університету, та працював виконавчим директором Федерації футболу Волинської області, працює у комітеті ветеранського футболу., та інспектує матчі першості Волинської області з футболу. З 2013 року Володимир Гащин працює тренером ДЮФШ «Волинь». З початку 2015 року Володимир Гащин тренує луцьку футбольну команду «Марадо», яка фактично є збірною футбольних суддів області, та виступає у чемпіонаті Луцька з футболу.

## Досягнення
- Переможець чемпіонату УРСР з футболу 1989, що проводився у рамках турніру в шостій зоні другої ліги СРСР.
- Переможець чемпіонату України з футболу 2001—2002 в першій лізі.